# Mestvork

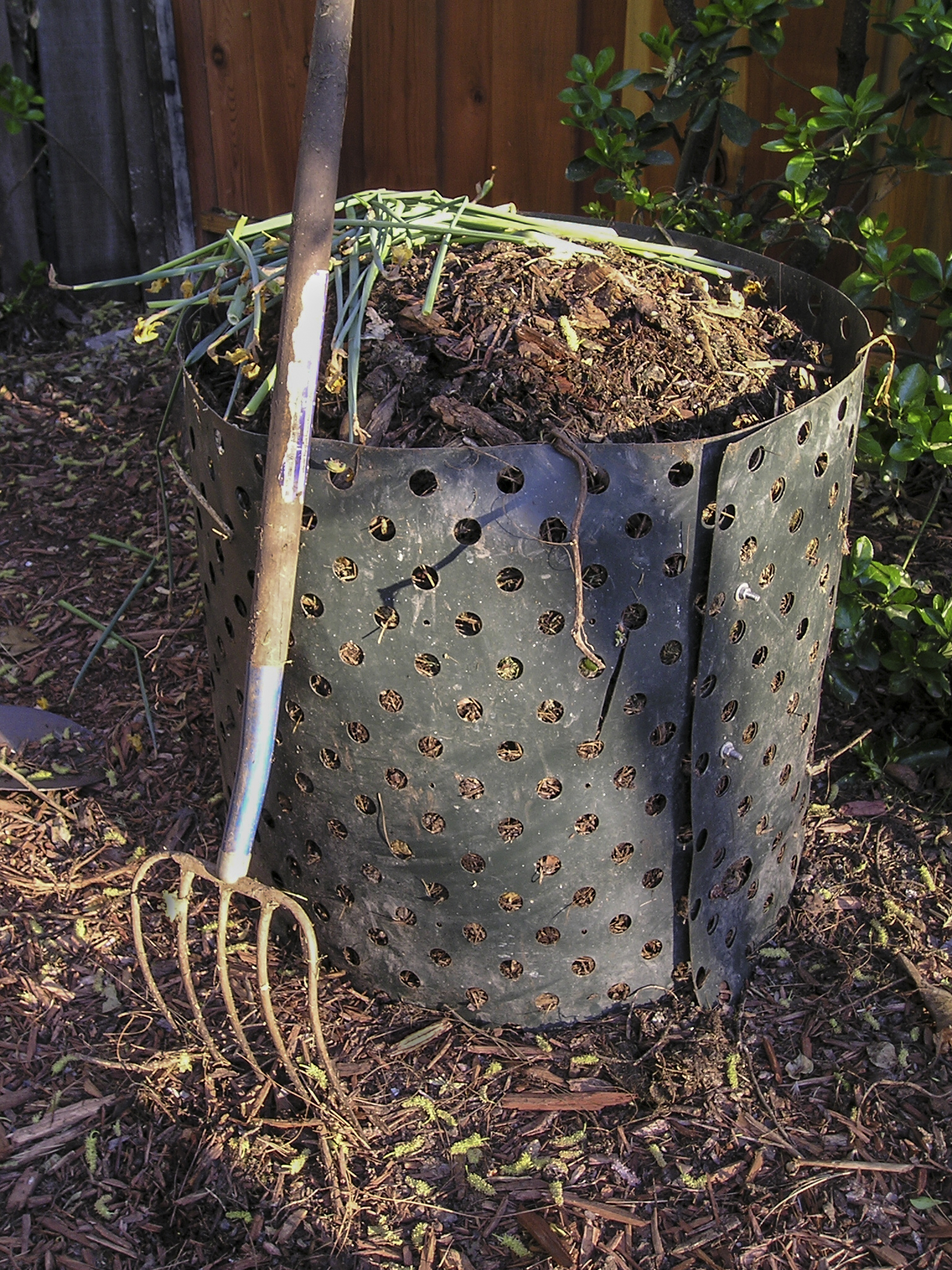
Mestvork naast een emmer met compost

Een mestvork, ook wel riek, greep of griep genoemd, is een landbouwwerktuig en tuingereedschap waarmee mest en andere zaken op een eenvoudige wijze kunnen worden verplaatst. Het gereedschap heeft de vorm van een vork. Een mestvork heeft meer dan twee tanden en een stevige steel van ca. 1,5 m lang. Vaak is er een handvat aan het uiteinde gemonteerd zoals bij een schop.
Een vork die lijkt op een mestvork is de hooivork, maar deze heeft twee of drie tanden, nooit een handvat en een steel die erg lang kan zijn.

## Pierenwippen
Een bijzonder gebruik van dit werktuig en ook de spitvork is het pierenwippen. Hiertoe wordt het smalle en kwetsbare metalen dwarsdeel vlak boven de tanden soms met een aangelaste metaalstrook verstevigd. Bij het pierenwippen worden de tanden van de vork in een grasland vlak onder de zode gestoken. Wanneer de steel snel heen en weer wordt bewogen (wippen) kruipen pieren (regenwormen) naar de oppervlakte waarna ze gemakkelijk kunnen worden opgeraapt.